# Luca Pavolini
Luca Pavolini (Roma, 28 gennaio 1922 – Roma, 6 agosto 1986) è stato un giornalista e politico italiano.

## Biografia
Figlio di Corrado Pavolini, nipote del gerarca fascista Alessandro Pavolini e fratello di Francesco Savio, laureato in chimica, militò tra il 1944 e il 1945 nel Movimento dei cattolici comunisti. Nel 1946 si iscrisse al Partito Comunista Italiano e lavorò come redattore a "Rinascita" e a "l'Unità", assumendone la direzione rispettivamente tra il 1965 e il 1970, e tra il 1975 e il 1977.
Nel 1965, per aver pubblicato su "Rinascita" la Lettera ai cappellani militari toscani di Don Lorenzo Milani, viene con lui denunciato da un'associazione di ex combattenti per "incitamento alla diserzione e vilipendio alle Forze armate". Il 15 febbraio 1966 i due vengono assolti; il solo Pavolini avrà in appello una condanna a cinque mesi, essendo il reato di Don Milani  "estinto per morte del reo". Della vicenda è testimonianza il libro L'obbedienza non è più una virtù.
Fu membro del Comitato centrale del PCI e, tra il 1978 e il 1979, della segreteria, come responsabile della sezione stampa e propaganda. Nel 1980 subentrò a Piero Pratesi (a sua volta subentrato ad Alberto Asor Rosa) come deputato nella ottava legislatura. Tra il 1980 e il 1981 fu  consigliere di amministrazione della RAI. Fu anche prolifico traduttore dall'inglese di autori quali Bertrand Russell, Ernst Cassirer, George Grosz, Ivor Armstrong Richards - è sua la traduzione della prima edizione italiana del trattato The Meaning of Meaning (Il significato del significato, Milano 1966 - e molti altri . Nel 1965 ricevette il Premio Saint-Vincent per il giornalismo.
Morì nell'agosto 1986, all'età di 64 anni.

## Opere principali

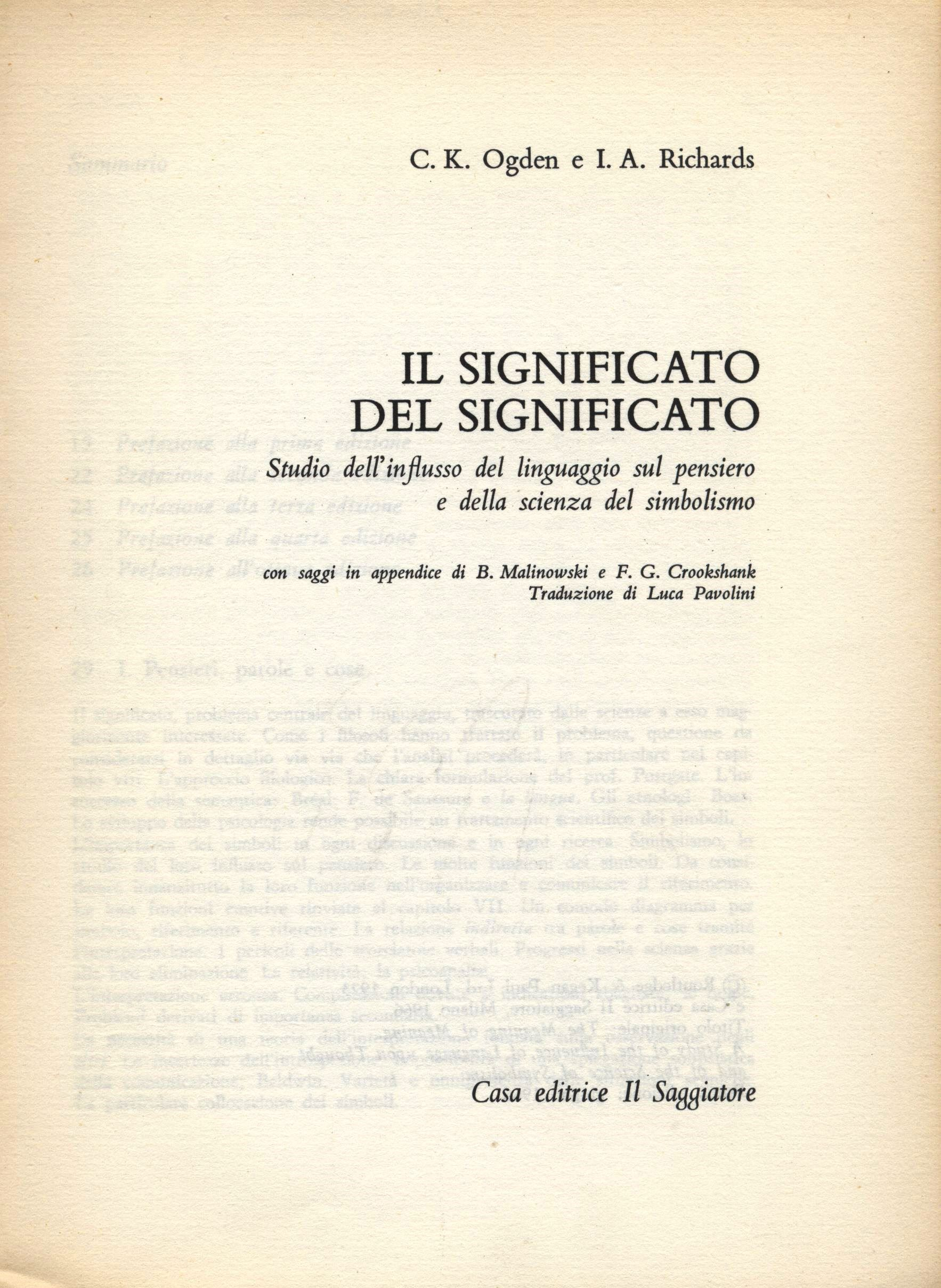
Frontespizio de "Il significato del significato" (ed. orig. "The Meaning of Meaning", 1923), traduzione dall'inglese di Luca Pavolini, 1966

- La siderurgia italiana, Roma, Edizioni di cultura sociale, 1950
- Inchiesta sui sindacati nel triangolo industriale, Milano, Feltrinelli, 1957
- Il salario in Italia (con Paolo Spriano), Roma, Editori riuniti, 1957
- Due viaggi in Cina, Roma, Editori riuniti, 1973